# 法核
法核（英語：Frenchcore）是硬核铁克诺的一个分支。这种风格与硬核的其他形式不同，节奏较快，速度通常是190-250 BPM，并具有响亮而失真的低音声部。
1990年代，法核通常用鼓机和采样器制作。随着科技的发展，诸如Ableton Live和Cubase的数字音频工作站已成为了常用的制作工具。现代的法核经常与现场演奏者一起表演，并与DJ set采样。